# Овчинникова, Александра Павловна
Алекса́ндра Па́вловна Овчи́нникова (род. 6 июля 1953, Кузнецк, Пензенская область, РСФСР, СССР) — советская баскетболистка. Заслуженный мастер спорта СССР (1978).
Окончила Ленинградский институт советской торговли им. Ф. Энгельса.

## Биография
Родилась в городе Кузнецк Пензенской области.
Выступала за ленинградский «Спартак». Член сборной СССР по баскетболу.
Чемпионка Европы среди юниорок (1971), трёхкратная чемпионка мировых Универсиад (1973, 1977, 1979), двукратная чемпионка Европы (1974, 1978), чемпионка СССР (1974), чемпионка мира (1975).
Призёр чемпионатов СССР (1972—1973, 1975—1976), обладатель Кубка обладателей кубков (1972—1974) и Кубка Лилиан Ронкетти (1975).
Жена Александра Белова (с апреля 1977).
После окончания спортивной карьеры работала тренером по баскетболу в Нововоронеже.

## Киновоплощение
В фильме «Движение вверх» (2017, реж. А. Мегердичев), который посвящён победе команды СССР на Олимпийских играх 1972 года в Мюнхене, роль жены Александра Белова Александры Свешниковой сыграла Александра Ревенко.